# Fabius
Fabius és una població dels Estats Units a l'estat de Nova York. Segons el cens del 2000 tenia 355 habitants.

## Demografia
Segons el cens del 2000, Fabius tenia 355 habitants, 127 habitatges, i 92 famílies. La densitat de població era de 342,7 habitants/km².
Dels 127 habitatges en un 38,6% hi vivien nens de menys de 18 anys, en un 60,6% hi vivien parelles casades, en un 9,4% dones solteres, i en un 26,8% no eren unitats familiars. En el 22% dels habitatges hi vivien persones soles el 7,9% de les quals corresponia a persones de 65 anys o més que vivien soles. El nombre mitjà de persones vivint en cada habitatge era de 2,8 i el nombre mitjà de persones que vivien en cada família era de 3,23.
Per edats la població es repartia de la següent manera: un 31,5% tenia menys de 18 anys, un 5,1% entre 18 i 24, un 29,9% entre 25 i 44, un 23,1% de 45 a 60 i un 10,4% 65 anys o més.
L'edat mediana era de 36 anys. Per cada 100 dones de 18 o més anys hi havia 92,9 homes.
La renda mediana per habitatge era de 52.321 $ i la renda mediana per família de 55.417 $. Els homes tenien una renda mediana de 39.844 $ mentre que les dones 26.500 $. La renda per capita de la població era de 17.994 $. Entorn del 4% de les famílies i el 5,5% de la població estaven per davall del llindar de pobresa.